# مایکل توماس
 مایکل توماس  (به انگلیسی: Michael Thomas) (زاده ۲۴ آگوست ۱۹۶۷ - لندن) بازیکن سابق فوتبال اهل انگلستان است. وی سابقه بازی در تیم‌های آرسنال، لیورپول و بنفیکا را دارد.